# Handful of Stars
Handful of Stars è l'ottavo album del gruppo musicale black metal ucraino Drudkh, pubblicato nel 2010.

## Tracce
Tra parentesi è riportato il titolo in lingua inglese.
1. Холодні краєвиди (Cold Landscapes) – 1:13
2. Загибель епохи (Downfall of the Epoch) – 12:07
3. До світла (Towards the Light) – 9:15
4. Ореол з сутінок (Twilight Aureole) – 8:57
5. Прийде день (The Day Will Come) – 9:04
6. Слухаючи тишу (Listening to the Silence) – 1:04

## Formazione
- Roman Saenko - chitarra
- Thurios - voce, tastiere, chitarra
- Vlad - tastiere, batteria
- Krechet - basso